# AHL 2012/13
Die Saison 2012/13 war die 77. reguläre Saison der American Hockey League (AHL). Während der regulären Saison bestritten die 30 Teams der Liga jeweils 76 Begegnungen. Die jeweils acht besten Mannschaften der Eastern Conference und der Western Conference spielten anschließend in einer Play-off-Runde um den Calder Cup.

## Teamänderungen
Folgende Änderungen wurden während der Saison vorgenommen:
- Wegen des diesjährigen Lockouts in der NHL spielten die Rochester Americans zeitweise im First Niagara Center in Buffalo, New York, um die zeitliche Kluft zu füllen.

## Reguläre Saison

### Abschlusstabellen
Abkürzungen: GP = Spiele, W = Siege, L = Niederlagen, OTL = Niederlage nach Overtime, SOL = Niederlage nach Shootout, GF = Erzielte Tore, GA = Gegentore, Pts = Punkte

Erläuterungen: In Klammern befindet sich die Platzierung innerhalb der Conference; Playoff-Qualifikation, Division-Sieger, Conference-Sieger

#### Eastern Conference
| Atlantic Division       | GP | W  | L  | OTL | SOL | GF  | GA  | Pts |
| ----------------------- | -- | -- | -- | --- | --- | --- | --- | --- |
| Providence Bruins (1)   | 76 | 50 | 21 | 0   | 5   | 222 | 183 | 105 |
| Portland Pirates (6)    | 76 | 41 | 30 | 3   | 2   | 230 | 233 | 87  |
| Manchester Monarchs (7) | 76 | 37 | 32 | 3   | 4   | 219 | 209 | 81  |
| Worcester Sharks (13)   | 76 | 31 | 34 | 4   | 7   | 191 | 228 | 73  |
| St. John’s IceCaps (14) | 76 | 32 | 36 | 3   | 5   | 195 | 237 | 72  |

| Northeast Division           | GP | W  | L  | OTL | SOL | GF  | GA  | Pts |
| ---------------------------- | -- | -- | -- | --- | --- | --- | --- | --- |
| Springfield Falcons (2)      | 76 | 45 | 22 | 5   | 4   | 235 | 186 | 99  |
| Connecticut Whale (10)       | 76 | 35 | 32 | 6   | 3   | 213 | 222 | 79  |
| Bridgeport Sound Tigers (11) | 76 | 32 | 32 | 7   | 5   | 218 | 242 | 76  |
| Albany Devils (12)           | 76 | 31 | 32 | 1   | 12  | 193 | 225 | 75  |
| Adirondack Phantoms (15)     | 76 | 31 | 38 | 3   | 4   | 187 | 223 | 69  |

| East Division                      | GP | W  | L  | OTL | SOL | GF  | GA  | Pts |
| ---------------------------------- | -- | -- | -- | --- | --- | --- | --- | --- |
| Syracuse Crunch (3)                | 76 | 43 | 23 | 6   | 5   | 247 | 201 | 97  |
| Binghamton Senators (4)            | 76 | 44 | 24 | 1   | 7   | 227 | 188 | 96  |
| Wilkes-Barre/Scranton Penguins (5) | 76 | 42 | 30 | 2   | 2   | 185 | 187 | 88  |
| Hershey Bears (8)                  | 76 | 36 | 31 | 3   | 6   | 204 | 196 | 81  |
| Norfolk Admirals (9)               | 76 | 37 | 34 | 4   | 1   | 188 | 207 | 79  |

#### Western Conference
| North Division          | GP | W  | L  | OTL | SOL | GF  | GA  | Pts |
| ----------------------- | -- | -- | -- | --- | --- | --- | --- | --- |
| Toronto Marlies (2)     | 76 | 43 | 23 | 3   | 7   | 237 | 199 | 96  |
| Rochester Americans (6) | 76 | 43 | 29 | 3   | 1   | 234 | 209 | 90  |
| Lake Erie Monsters (11) | 76 | 35 | 31 | 3   | 7   | 211 | 220 | 80  |
| Abbotsford Heat (12)    | 76 | 34 | 32 | 4   | 6   | 171 | 198 | 78  |
| Hamilton Bulldogs (15)  | 76 | 29 | 41 | 1   | 5   | 159 | 228 | 64  |

| Midwest Division          | GP | W  | L  | OTL | SOL | GF  | GA  | Pts |
| ------------------------- | -- | -- | -- | --- | --- | --- | --- | --- |
| Grand Rapids Griffins (3) | 76 | 42 | 26 | 4   | 4   | 234 | 205 | 92  |
| Milwaukee Admirals (8)    | 76 | 41 | 28 | 4   | 3   | 197 | 200 | 89  |
| Rockford IceHogs (9)      | 76 | 42 | 31 | 2   | 1   | 246 | 225 | 87  |
| Chicago Wolves (10)       | 76 | 37 | 30 | 5   | 4   | 204 | 207 | 83  |
| Peoria Rivermen (13)      | 76 | 33 | 35 | 5   | 3   | 183 | 218 | 74  |

| South Division           | GP | W  | L  | OTL | SOL | GF  | GA  | Pts |
| ------------------------ | -- | -- | -- | --- | --- | --- | --- | --- |
| Texas Stars (1)          | 76 | 43 | 22 | 5   | 6   | 235 | 201 | 97  |
| Charlotte Checkers (4)   | 76 | 42 | 26 | 4   | 4   | 226 | 202 | 92  |
| Oklahoma City Barons (5) | 76 | 40 | 25 | 2   | 9   | 240 | 228 | 91  |
| Houston Aeros (7)        | 76 | 40 | 26 | 5   | 5   | 212 | 199 | 90  |
| San Antonio Rampage (14) | 76 | 29 | 38 | 2   | 7   | 195 | 241 | 67  |

### Beste Scorer
Mit 75 Punkten führte Brandon Pirri die Scorerliste der AHL an. Seine 53 Assists waren der Bestwert dieser Saison, zusammen mit Jeff Taffe. Tyler Johnson wurde bester Torschütze mit 37 Treffern.
Abkürzungen: GP = Spiele, G = Tore, A = Assists, Pts = Punkte, +/- = Plus/Minus, PIM = Strafminuten; Fett: Saisonbestwert
| Spieler                    | Team                           | GP | G  | A  | Pts | PIM |
| -------------------------- | ------------------------------ | -- | -- | -- | --- | --- |
| Brandon Pirri              | Rockford IceHogs               | 76 | 22 | 53 | 75  | 72  |
| Jeff Taffe                 | Hershey Bears                  | 73 | 18 | 53 | 71  | 27  |
| Chad Kolarik               | Wilkes-Barre/Scranton Penguins | 76 | 31 | 37 | 68  | 55  |
| Mark Arcobello             | Oklahoma City Barons           | 74 | 22 | 46 | 68  | 48  |
| Linden Vey                 | Manchester Monarchs            | 74 | 22 | 45 | 67  | 32  |
| Jonathan Audy-Marchessault | Springfield Falcons            | 74 | 21 | 46 | 67  | 65  |
| T. J. Hensick              | Peoria Rivermen                | 76 | 19 | 48 | 67  | 50  |
| Tyler Johnson              | Syracuse Crunch                | 62 | 37 | 28 | 65  | 34  |
| Brett Connolly             | Syracuse Crunch                | 71 | 31 | 32 | 63  | 53  |
| Kris Newbury               | Connecticut Whale              | 70 | 20 | 42 | 62  | 127 |

### Beste Torhüter
Abkürzungen: GP = Spiele; TOI = Eiszeit (in Minuten); W = Siege; L = Niederlagen; OTL = Overtime/Shootout-Niederlagen; GA = Gegentore; SO = Shutouts; Sv% = gehaltene Schüsse (in %); GAA = Gegentorschnitt; Fett: Saisonbestwert
| Spieler         | Team                           | GP | TOI     | W  | L  | OTL | GA  | SO | Sv%   | GAA  |
| --------------- | ------------------------------ | -- | ------- | -- | -- | --- | --- | -- | ----- | ---- |
| Jeff Zatkoff    | Wilkes-Barre/Scranton Penguins | 49 | 2799:19 | 26 | 20 | 0   | 90  | 5  | 0.920 | 1.93 |
| Danny Taylor    | Abbotsford Heat                | 40 | 2108:22 | 18 | 10 | 2   | 72  | 3  | 0.922 | 2.05 |
| Robin Lehner    | Binghamton Senators            | 31 | 1841:15 | 18 | 10 | 2   | 65  | 3  | 0.938 | 2.12 |
| Magnus Hellberg | Milwaukee Admirals             | 39 | 2107:14 | 22 | 13 | 0   | 75  | 6  | 0.924 | 2.14 |
| Niklas Svedberg | Providence Bruins              | 48 | 2872:36 | 37 | 8  | 2   | 104 | 4  | 0.925 | 2.17 |

## Calder-Cup-Playoffs

### Modus
Für die Playoffs qualifizieren sich je acht Mannschaften beider Conferences, die sich aus den jeweiligen Divisionssiegern sowie den weiteren Punkbesten zusammensetzen.
In den ersten beiden Runden spielt jede Division ihren eigenen Sieger aus, ehe im Conference Halbfinale die Sieger der Conferences ausgespielt werden, die im Calder-Cup-Finale aufeinander treffen. Dabei trifft die auf der Setzliste am höchsten befindliche Mannschaft immer auf die niedrigst gesetzte. Der Teilnehmer, der entweder der viertplatzierte der East Division oder der fünftplatzierte der Atlantic Division sein wird, nimmt dabei den letzten Platz der Setzliste in der East Division ein. Die erste Playoffrunde wird im Best-of-Five-Modus ausgetragen, alle übrigen Serien werden im Best-of-Seven-Modus ausgespielt, das heißt, dass ein Team vier Siege zum Erreichen der nächsten Runde benötigt. Das höher gesetzte Team hat dabei die ersten beiden Spiele Heimrecht, die nächsten beiden das gegnerische Team. Sollte bis dahin kein Sieger aus der Runde hervorgegangen sein, wechselt das Heimrecht von Spiel zu Spiel. So hat die höhergesetzte Mannschaft in Spiel 1, 2, 5 und 7, also vier der maximal sieben Spiele, einen Heimvorteil.
Bei Spielen, die nach der regulären Spielzeit von 60 Minuten unentschieden bleiben, folgt die Overtime, die im Gegensatz zur regulären Saison mit fünf Feldspielern gespielt wird. Die Drittel dauern weiterhin 20 Minuten und es wird so lange gespielt, bis ein Team das nächste Tor schießt (fortlaufende Overtime).

### Playoff-Baum
|  | Conference-Viertelfinale                              | Conference-Viertelfinale       | Conference-Viertelfinale       |                    | Conference-Halbfinale          | Conference-Halbfinale | Conference-Halbfinale |    |                 | Conference-Finale | Conference-Finale | Conference-Finale |  |  | Calder-Cup-Finale | Calder-Cup-Finale | Calder-Cup-Finale |
|  |                                                       |                                |                                |                    |                                |                       |                       |    |                 |                   |                   |                   |  |  |                   |                   |                   |
|  | 1                                                     | Providence Bruins              | 3                              |                    | 1                              | Providence Bruins     | 3                     |    |                 |                   |                   |                   |  |  |                   |                   |                   |
|  | 8                                                     | Hershey Bears                  | 2                              | 5                  | Wilkes-Barre/Scranton Penguins | 4                     |                       |    |                 |                   |                   |                   |  |  |                   |                   |                   |
|  |                                                       |                                |                                |                    |                                |                       |                       |    |                 |                   |                   |                   |  |  |                   |                   |                   |
|  | 2                                                     | Springfield Falcons            | 3                              | Eastern Conference | Eastern Conference             | Eastern Conference    |                       |    |                 |                   |                   |                   |  |  |                   |                   |                   |
|  | 2                                                     | Springfield Falcons            | 3                              | Eastern Conference | Eastern Conference             | Eastern Conference    |                       |    |                 |                   |                   |                   |  |  |                   |                   |                   |
|  | 7                                                     | Manchester Monarchs            | 1                              |                    |                                |                       |                       |    |                 |                   |                   |                   |  |  |                   |                   |                   |
|  | 7                                                     | Manchester Monarchs            | 1                              | 3                  | Syracuse Crunch                | 4                     |                       |    |                 |                   |                   |                   |  |  |                   |                   |                   |
|  |                                                       |                                |                                | 3                  | Syracuse Crunch                | 4                     |                       |    |                 |                   |                   |                   |  |  |                   |                   |                   |
|  |                                                       | 5                              | Wilkes-Barre/Scranton Penguins | 1                  |                                |                       |                       |    |                 |                   |                   |                   |  |  |                   |                   |                   |
|  | 3                                                     | 5                              | Wilkes-Barre/Scranton Penguins | 1                  | Syracuse Crunch                | 3                     |                       |    |                 |                   |                   |                   |  |  |                   |                   |                   |
|  | 3                                                     |                                |                                |                    | Syracuse Crunch                | 3                     |                       |    |                 |                   |                   |                   |  |  |                   |                   |                   |
|  | 6                                                     | Portland Pirates               | 0                              |                    |                                |                       |                       |    |                 |                   |                   |                   |  |  |                   |                   |                   |
|  | 6                                                     | Portland Pirates               | 0                              |                    |                                |                       |                       |    |                 |                   |                   |                   |  |  |                   |                   |                   |
|  |                                                       |                                |                                |                    |                                |                       |                       |    |                 |                   |                   |                   |  |  |                   |                   |                   |
|  | 4                                                     | Binghamton Senators            | 0                              | 2                  | Springfield Falcons            | 0                     |                       |    |                 |                   |                   |                   |  |  |                   |                   |                   |
|  | 4                                                     | Binghamton Senators            | 0                              | 2                  | Springfield Falcons            | 0                     |                       |    |                 |                   |                   |                   |  |  |                   |                   |                   |
|  | 5                                                     | Wilkes-Barre/Scranton Penguins | 3                              | 3                  | Syracuse Crunch                | 4                     |                       |    |                 |                   |                   |                   |  |  |                   |                   |                   |
|  | 5                                                     | Wilkes-Barre/Scranton Penguins | 3                              | 3                  | Syracuse Crunch                | 4                     |                       | E3 | Syracuse Crunch | 2                 |                   |                   |  |  |                   |                   |                   |
|  | (Die Teams werden nach der ersten Runde neu gesetzt.) |                                |                                |                    |                                |                       |                       | E3 | Syracuse Crunch | 2                 |                   |                   |  |  |                   |                   |                   |
|  |                                                       | W3                             | Grand Rapids Griffins          | 4                  |                                |                       |                       |    |                 |                   |                   |                   |  |  |                   |                   |                   |
|  | 1                                                     | W3                             | Grand Rapids Griffins          | 4                  | Texas Stars                    | 3                     |                       | 1  | Texas Stars     | 1                 |                   |                   |  |  |                   |                   |                   |
|  | 1                                                     |                                |                                |                    |                                | 3                     |                       | 1  | Texas Stars     | 1                 |                   |                   |  |  |                   |                   |                   |
|  | 8                                                     | Milwaukee Admirals             | 1                              | 5                  | Oklahoma City Barons           | 4                     |                       |    |                 |                   |                   |                   |  |  |                   |                   |                   |
|  | 8                                                     | Milwaukee Admirals             | 1                              | 5                  | Oklahoma City Barons           | 4                     |                       |    |                 |                   |                   |                   |  |  |                   |                   |                   |
|  |                                                       |                                |                                |                    |                                |                       |                       |    |                 |                   |                   |                   |  |  |                   |                   |                   |
|  | 2                                                     | Toronto Marlies                | 3                              |                    |                                |                       |                       |    |                 |                   |                   |                   |  |  |                   |                   |                   |
|  | 2                                                     | Toronto Marlies                | 3                              |                    |                                |                       |                       |    |                 |                   |                   |                   |  |  |                   |                   |                   |
|  | 7                                                     | Rochester Americans            | 0                              |                    |                                |                       |                       |    |                 |                   |                   |                   |  |  |                   |                   |                   |
|  | 7                                                     | Rochester Americans            | 0                              | 3                  | Grand Rapids Griffins          | 4                     |                       |    |                 |                   |                   |                   |  |  |                   |                   |                   |
|  |                                                       |                                |                                | 3                  | Grand Rapids Griffins          | 4                     |                       |    |                 |                   |                   |                   |  |  |                   |                   |                   |
|  |                                                       | 5                              | Oklahoma City Barons           | 3                  |                                |                       |                       |    |                 |                   |                   |                   |  |  |                   |                   |                   |
|  | 3                                                     | 5                              | Oklahoma City Barons           | 3                  | Grand Rapids Griffins          | 3                     |                       |    |                 |                   |                   |                   |  |  |                   |                   |                   |
|  | 3                                                     |                                |                                |                    | Grand Rapids Griffins          | 3                     |                       |    |                 |                   |                   |                   |  |  |                   |                   |                   |
|  | 6                                                     | Houston Aeros                  | 2                              | Western Conference | Western Conference             | Western Conference    |                       |    |                 |                   |                   |                   |  |  |                   |                   |                   |
|  | 6                                                     | Houston Aeros                  | 2                              | Western Conference | Western Conference             | Western Conference    |                       |    |                 |                   |                   |                   |  |  |                   |                   |                   |
|  |                                                       |                                |                                |                    |                                |                       |                       |    |                 |                   |                   |                   |  |  |                   |                   |                   |
|  | 4                                                     | Charlotte Checkers             | 2                              | 2                  | Toronto Marlies                | 2                     |                       |    |                 |                   |                   |                   |  |  |                   |                   |                   |
|  | 5                                                     | Oklahoma City Barons           | 3                              | 3                  | Grand Rapids Griffins          | 4                     |                       |    |                 |                   |                   |                   |  |  |                   |                   |                   |

### Conference-Finale

#### Eastern Conference

##### Syracuse Crunch – Wilkes-Barre/Scranton Penguins
| 25. Mai 2013 19:00 Uhr (Ortszeit) | Syracuse Crunch Brendan Mikkelson (16:41) Tyler Johnson (25:38) | 2:4 (1:2, 1:2, 0:0) Spielbericht Stand: 0:1 | Wilkes-Barre/Scranton Penguins Alex Grant (01:55) Trevor Smith (17:12) Christiaan Minella (29:24) Alex Grant (39:04) | Oncenter War Memorial Arena, Syracuse, New York Zuschauer: 5.248 |

| 26. Mai 2013 19:00 Uhr | Syracuse Crunch Dan Sexton (18:56) Matt Taormina (27:07) Dsmitryj Korabau (31:40) | 3:2 (1:0, 2:1, 0:1) Spielbericht Stand: 1:1 | Wilkes-Barre/Scranton Penguins Joey Mormina (28:13) Riley Holzapfel (54:02) | Oncenter War Memorial Arena, Syracuse, New York Zuschauer: 5.198 |

| 29. Mai 2013 19:00 Uhr | Wilkes-Barre/Scranton Penguins | 0:2 (0:0, 0:1, 0:1) Spielbericht Stand: 1:2 | Syracuse Crunch Wladislaw Namestnikow (27:29) J. T. Brown (59:55) | Mohegan Sun Arena at Casey Plaza, Wilkes-Barre, Pennsylvania Zuschauer: 4.012 |

| 31. Mai 2013 19:00 Uhr | Wilkes-Barre/Scranton Penguins Scott Harrington (13:40) Jayson Megna (36:40) | 2:4 (1:1, 1:1, 0:2) Spielbericht Stand: 1:3 | Syracuse Crunch Brendan Mikkelson (14:57) Brett Connolly (38:12) Tyler Johnson (41:50) J. T. Wyman (59:04) | Mohegan Sun Arena at Casey Plaza, Wilkes-Barre, Pennsylvania Zuschauer: 5.197 |

| 1. Juni 2013 19:00 Uhr | Syracuse Crunch Wladislaw Namestnikow (16:04) Radko Gudas (16:56) Philippe Paradis (33:37) Dan Sexton (35:31) Ondřej Palát (37:58) Philippe Paradis (41:02) Philippe Paradis (45:43) | 7:0 (2:0, 3:0, 2:0) Spielbericht Stand: 4:1 | Wilkes-Barre/Scranton Penguins | Oncenter War Memorial Arena, Syracuse, New York Zuschauer: 5.615 |

#### Western Conference

##### Grand Rapids Griffins – Oklahoma City Barons
| 24. Mai 2013 19:00 Uhr (Ortszeit) | Grand Rapids Griffins Brennan Evans (07:15) Landon Ferraro (22:35) | 2:1 (1:1, 1:0, 0:0) Spielbericht Stand: 1:0 | Oklahoma City Barons Andrew Hotham (16:40) | Van Andel Arena, Grand Rapids, Michigan Zuschauer: 5.016 |

| 25. Mai 2013 19:00 Uhr | Grand Rapids Griffins Tomáš Tatar (17:14) Mitch Callahan (42:58) | 2:4 (1:0, 0:1, 1:3) Spielbericht Stand: 1:1 | Oklahoma City Barons C. J. Stretch (26:38) Teemu Hartikainen (41:03) Mark Arcobello (47:45) Teemu Hartikainen (59:36) | Van Andel Arena, Grand Rapids, Michigan Zuschauer: 5.435 |

| 29. Mai 2013 19:00 Uhr | Oklahoma City Barons Ben Eager (07:14) Josh Green (08:25) Philippe Cornet (16:35) Jonathan Cheechoo (58:43) | 4:1 (3:0, 0:0, 1:1) Spielbericht Stand: 2:1 | Grand Rapids Griffins Chad Billins (55:06) | Cox Convention Center, Oklahoma City, Oklahoma Zuschauer: 2.320 |

| 1. Juni 2013 19:00 Uhr | Oklahoma City Barons | 0:4 (0:1, 0:2, 0:1) Spielbericht Stand: 2:2 | Grand Rapids Griffins Joakim Andersson (12:08) Riley Sheahan (21:57) Landon Ferraro (28:25) Jan Muršak (58:11) | Cox Convention Center, Oklahoma City, Oklahoma Zuschauer: 2.978 |

| 2. Juni 2013 16:00 Uhr | Oklahoma City Barons | 0:3 (0:0, 0:3, 0:0) Spielbericht Stand: 2:3 | Grand Rapids Griffins Tomáš Jurčo (25:13) Mitch Callahan (27:12) Tomáš Tatar (29:27) | Cox Convention Center, Oklahoma City, Oklahoma Zuschauer: 3.136 |

| 4. Juni 2013 19:00 Uhr (Ortszeit) | Grand Rapids Griffins Tomáš Jurčo (18:39) Mitch Callahan (24:27) Jeff Hoggan (38:31) | 3:4 (1:1, 2:0, 0:3) Spielbericht Stand: 3:3 | Oklahoma City Barons Mark Arcobello (13:54) Mark Arcobello (49:41) Toni Rajala (57:33) Anton Lander (58:55) | Van Andel Arena, Grand Rapids, Michigan Zuschauer: 4.926 |

| 5. Juni 2013 19:00 Uhr | Grand Rapids Griffins Jan Muršak (00:54) Tomáš Tatar (15:55) Gustav Nyquist (29:47) Jan Muršak (46:32) Tomáš Jurčo (53:48) | 5:4 (2:2, 1:1, 2:1) Spielbericht Stand: 4:3 | Oklahoma City Barons Chris VandeVelde (13:07) Teemu Hartikainen (13:32) Antti Tyrväinen (27:02) Taylor Fedun (41:21) | Van Andel Arena, Grand Rapids, Michigan Zuschauer: 4.110 |

### Calder-Cup-Finale
| 8. Juni 2013 19:00 Uhr | Syracuse Crunch Jean-Philippe Côté (53:19) | 1:3 (0:1, 0:0, 1:2) Spielbericht Stand: 0:1 | Grand Rapids Griffins Mitch Callahan (6:45) Riley Sheahan (52:00) Gustav Nyquist (59:45) | Oncenter War Memorial Arena, Syracuse, New York Zuschauer: 6.333 |

| 9. Juni 2013 18:00 Uhr | Syracuse Crunch Andrej Šustr (14:03) Richard Pánik (30:06) Brett Connolly (36:12) J. T. Brown (38:23) | 4:6 (1:2, 3:3, 0:1) Spielbericht Stand: 0:2 | Grand Rapids Griffins Tomáš Tatar (4:29) Triston Grant (11:31) Landon Ferraro (26:23) Tomáš Jurčo (32:09) Francis Paré (38:49) Jan Muršak (54:56) | Oncenter War Memorial Arena, Syracuse, New York Zuschauer: 6.023 |

| 12. Juni 2013 19:00 Uhr | Grand Rapids Griffins Tomáš Tatar (22:09) Luke Glendening (24:53) Jan Muršak (55:11) Jeff Hoggan (57:32) | 4:2 (0:1, 2:1, 2:0) Spielbericht Stand: 3:0 | Syracuse Crunch Richard Pánik (10:21) Dan Sexton (29:56) | Van Andel Arena, Grand Rapids, Michigan Zuschauer: 10.102 |

| 14. Juni 2013 19:00 Uhr | Grand Rapids Griffins Joakim Andersson (3:37) Jan Muršak (11:04) | 2:3 (2:1, 0:2, 0:0) Spielbericht Stand: 3:1 | Syracuse Crunch Brett Connolly (5:04) Ondřej Palát (34:01) Richard Pánik (36:52) | Van Andel Arena, Grand Rapids, Michigan Zuschauer: 10.834 |

| 15. Juni 2013 19:00 Uhr | Grand Rapids Griffins Triston Grant (17:38) Tomáš Tatar (25:36) | 2:5 (1:2, 1:1, 0:2) Spielbericht Stand: 3:2 | Syracuse Crunch Ondřej Palát (8:39) Brett Connolly (16:09) Richard Pánik (31:59) Tyler Johnson (40:36) Dan Sexton (57:16) | Van Andel Arena, Grand Rapids, Michigan Zuschauer: 10.834 |

| 18. Juni 2013 19:00 Uhr | Syracuse Crunch Richard Pánik (17:15) Andrej Šustr (45:14) | 2:5 (1:0, 0:2, 1:3) Spielbericht Stand: 2:4 | Grand Rapids Griffins Mitch Callahan (22:23) Tomáš Tatar (32:41) Brennan Evans (49:54) Tomáš Tatar (59:11) Joakim Andersson (59:54) | Oncenter War Memorial Arena, Syracuse, New York Zuschauer: 6.375 |

### Calder-Cup-Sieger
| Calder-Cup-Sieger Grand Rapids Griffins | Torhüter: Thomas McCollum, Petr Mrázek, Jordan Pearce Verteidiger: Adam Almqvist, Chad Billins, Danny DeKeyser, Brennan Evans, Gleason Fournier, Brian Lashoff, Nathan Paetsch, Brett Skinner Angreifer: Joakim Andersson, Louis-Marc Aubry, Mitch Callahan, Landon Ferraro, Luke Glendening, Triston Grant, Jeff Hoggan, Tomáš Jurčo, Jan Muršak, Andrej Nestrašil, Gustav Nyquist, Francis Paré, Teemu Pulkkinen, Riley Sheahan, Tomáš Tatar Cheftrainer: Jeff Blashill General Manager: Ken Holland |

## Vergebene Trophäen

### Mannschaftstrophäen

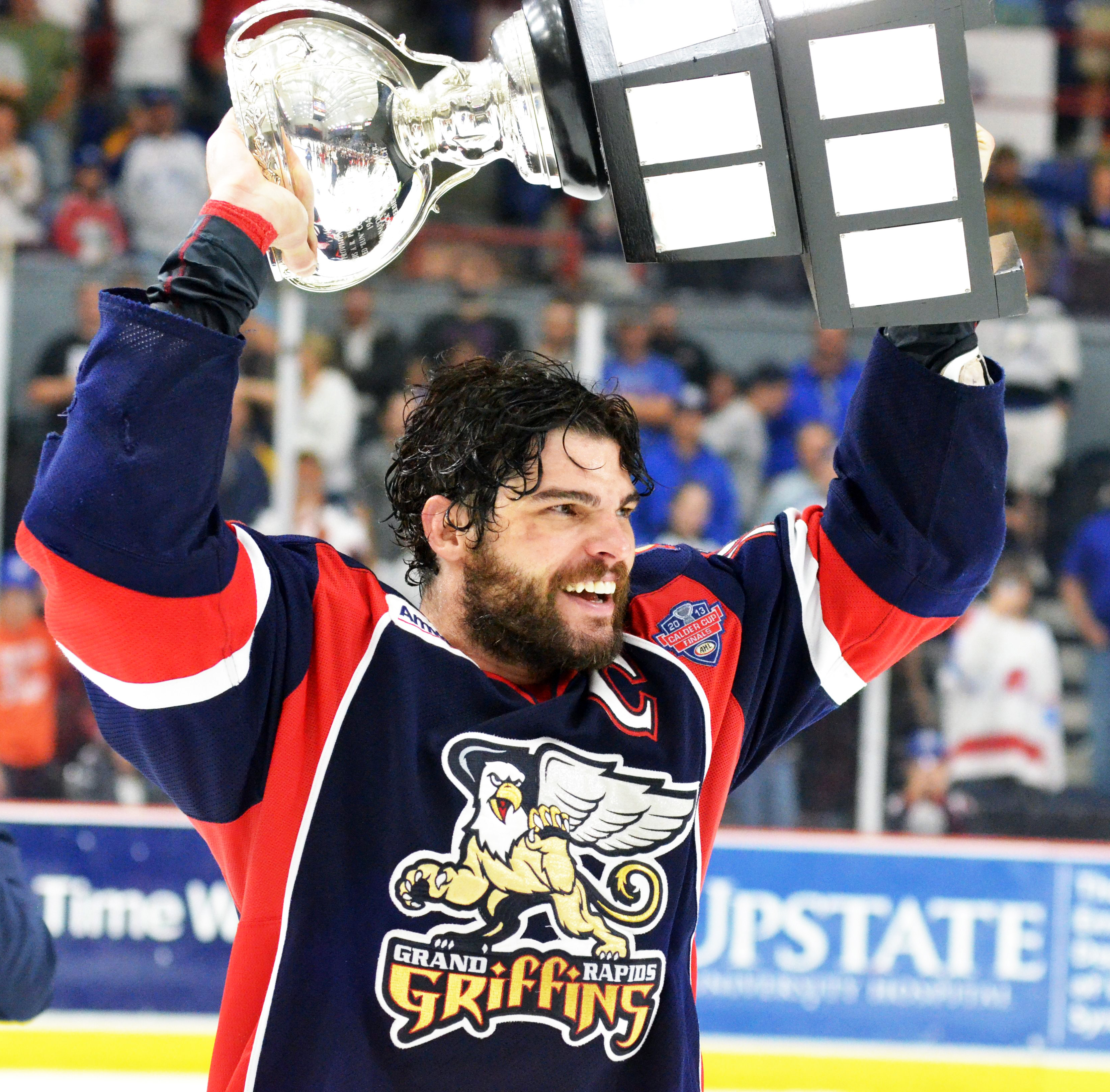
Griffins-Kapitän Jeff Hoggan mit dem Calder Cup

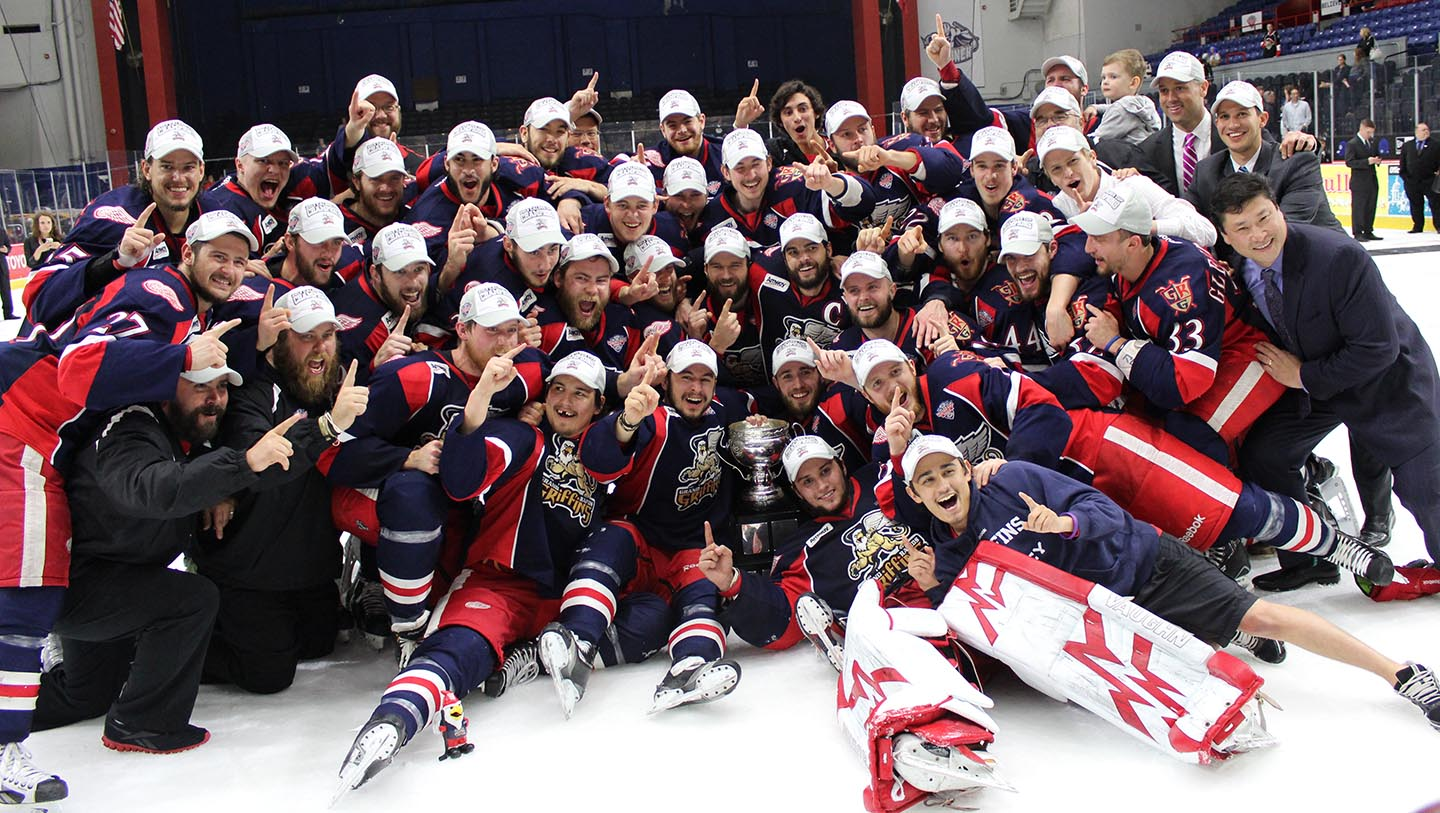
Siegermannschaft der Grand Rapids Griffins

| Auszeichnung                                                     | Team                  |
| ---------------------------------------------------------------- | --------------------- |
| Calder Cup Gewinner der AHL-Playoffs                             | Grand Rapids Griffins |
| Richard F. Canning Trophy Gewinner des Eastern Conference-Finale | Syracuse Crunch       |
| Robert W. Clarke Trophy Gewinner des Western Conference-Finale   | Grand Rapids Griffins |
| Macgregor Kilpatrick Trophy Bestes Team der regulären Saison     | Providence Bruins     |
| Frank S. Mathers Trophy Bestes Team der East Division            | Syracuse Crunch       |
| Norman R. „Bud“ Poile Trophy Bestes Team der Midwest Division    | Grand Rapids Griffins |
| Emile Francis Trophy Bestes Team der Atlantic Division           | Providence Bruins     |
| F. G. „Teddy“ Oke Trophy Bestes Team der Northeast Division      | Springfield Falcons   |
| Sam Pollock Trophy Bestes Team der North Division                | Toronto Marlies       |
| John D. Chick Trophy Bestes Team der South Division              | Texas Stars           |

### Individuelle Trophäen

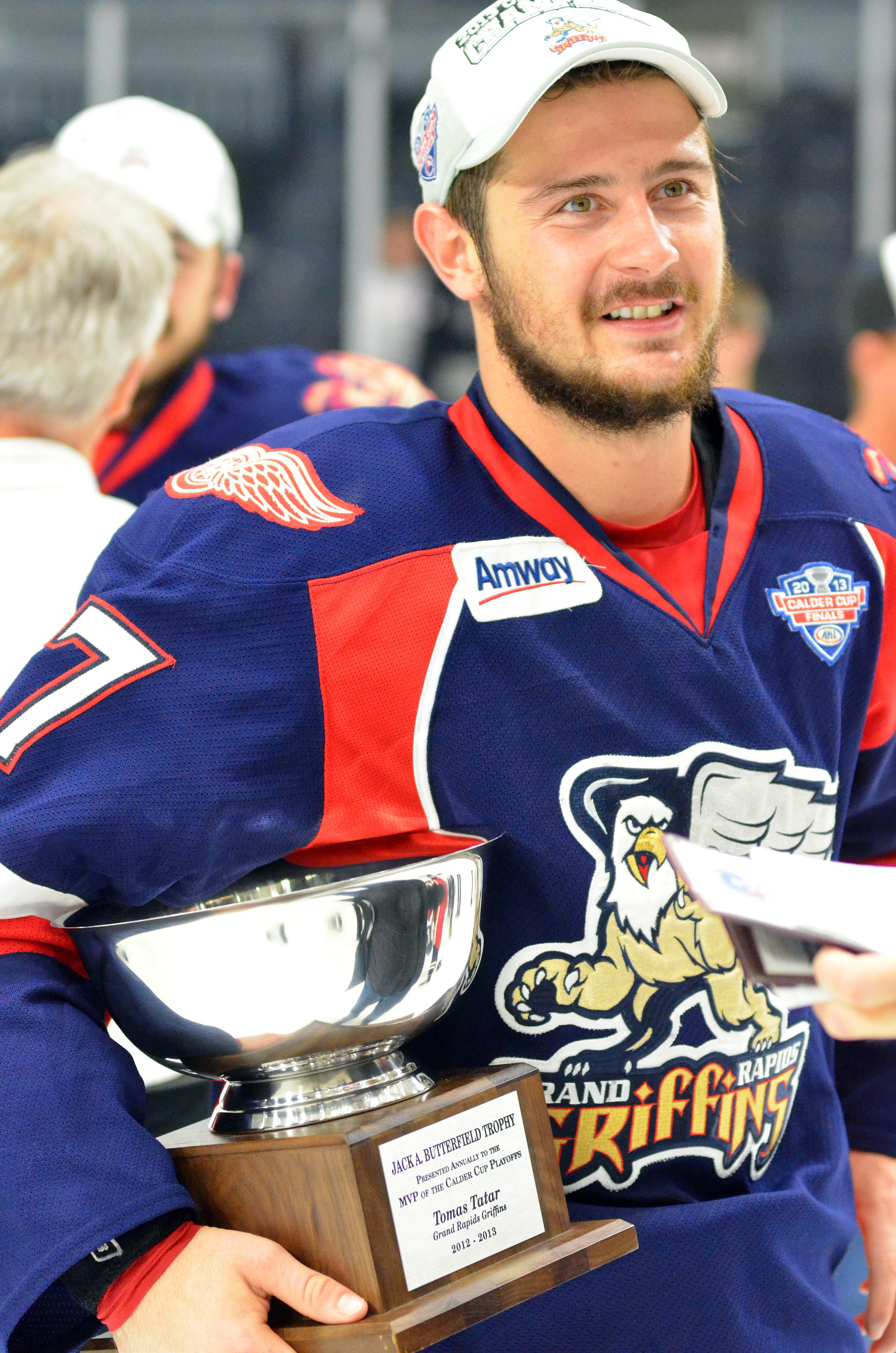
Tomáš Tatar gewann die Jack A. Butterfield Trophy

| Auszeichnung                                                                                                   | Spieler                    | Team                           |
| --- | -------------------------- | ------------------------------ |
| Les Cunningham Award MVP der regulären Saison                                                                  | Tyler Johnson              | Syracuse Crunch                |
| John B. Sollenberger Trophy Bester Scorer                                                                      | Brandon Pirri              | Rockford IceHogs               |
| Willie Marshall Award Bester Torschütze                                                                        | Tyler Johnson              | Syracuse Crunch                |
| Dudley „Red“ Garrett Memorial Award Bester Rookie                                                              | Tyler Toffoli              | Manchester Monarchs            |
| Eddie Shore Award Bester Verteidiger                                                                           | Justin Schultz             | Oklahoma City Barons           |
| Aldege „Baz“ Bastien Memorial Award Bester Torhüter                                                            | Niklas Svedberg            | Providence Bruins              |
| Harry „Hap“ Holmes Memorial Award Torhüter mit dem geringsten Gegentorschnitt                                  | Jeff Zatkoff Brad Thiessen | Wilkes-Barre/Scranton Penguins |
| Louis A. R. Pieri Memorial Award Bester Trainer                                                                | Willie Desjardins          | Texas Stars                    |
| Fred T. Hunt Memorial Award Für den Spieler, der durch Fairness, Einsatz und Hingabe herausragt                | Brandon Davidson           | Oklahoma City Barons           |
| Yanick Dupré Memorial Award Für den Spieler, der sich durch besonderen Einsatz in der Gesellschaft auszeichnet | Mike Zigomanis             | Toronto Marlies                |
| Jack A. Butterfield Trophy MVP der Calder-Cup-Playoffs                                                         | Tomáš Tatar                | Grand Rapids Griffins          |

### All-Star-Teams
| First All-Star Team | First All-Star Team                                         |
| ------------------- | ----------------------------------------------------------- |
| Angriff:            | Gustav Nyquist – Tyler Johnson – Jonathan Audy-Marchessault |
| Verteidigung:       | Justin Schultz – Sami Vatanen                               |
| Tor:                | Niklas Svedberg                                             |

| Second All-Star Team | Second All-Star Team                      |
| -------------------- | ----------------------------------------- |
| Angriff:             | Matt Fraser – Jeff Taffe – Brett Connolly |
| Verteidigung:        | Mark Barberio – Adam Clendening           |
| Tor:                 | Curtis McElhinney                         |

| All-Rookie Team | All-Rookie Team                             |
| --------------- | ------------------------------------------- |
| Angriff:        | Tyler Toffoli – Ryan Spooner – Jason Zucker |
| Verteidigung:   | Justin Schultz – Sami Vatanen               |
| Tor:            | Niklas Svedberg                             |